# Ohrana

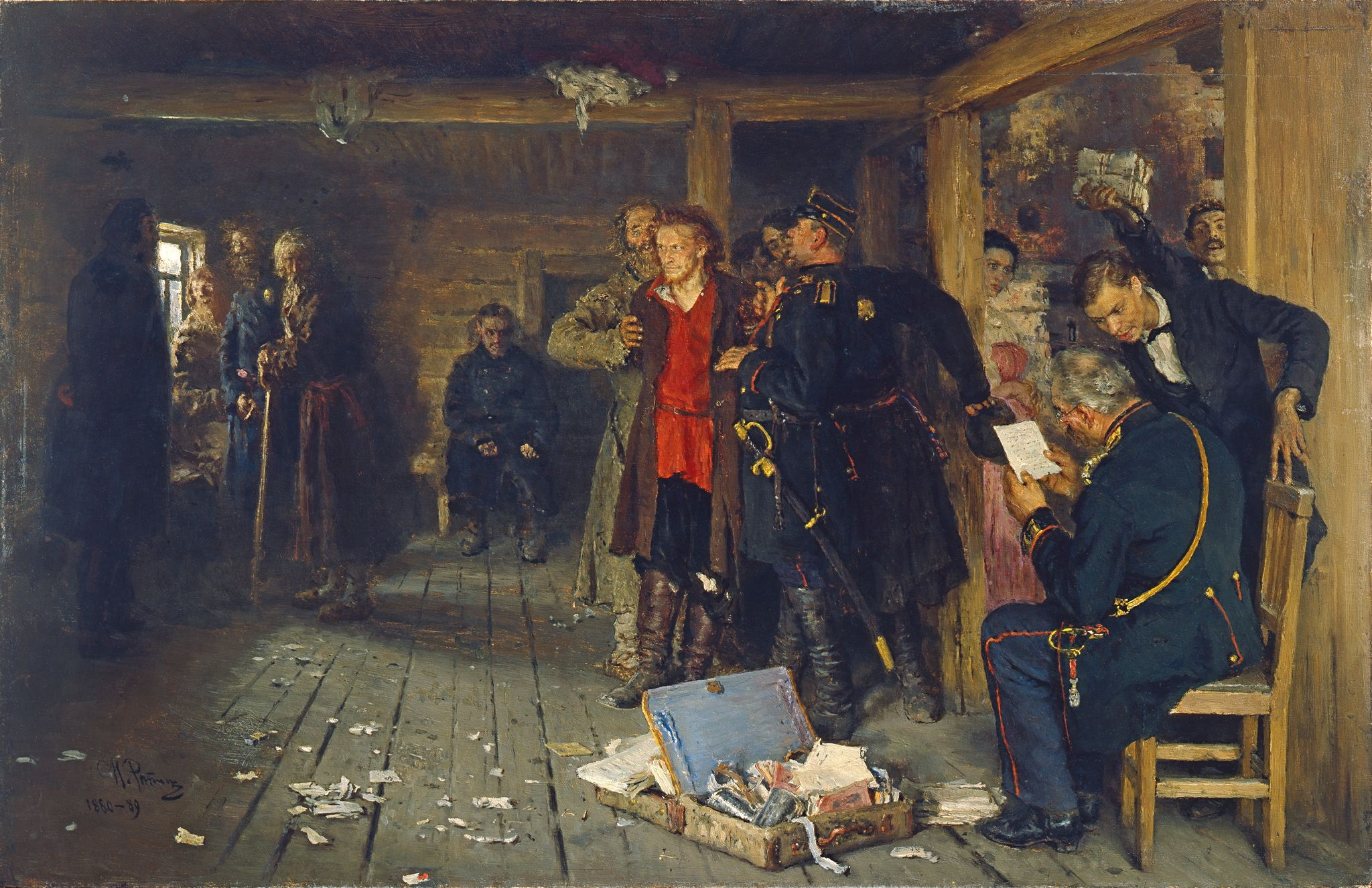
Ilja Repin: A propagandista letartóztatása (1892)

A röviden Ohrana (oroszul охрана, azaz védelem vagy biztonság) nevű titkosszolgálat, teljes nevén „a társadalmi biztonság és rend védelmének osztálya” (Отделение по охранению общественной безопасности и порядка) az Orosz Birodalom belbiztonsági és külföldi hírszerző szervezete, a belügyminisztérium politikai rendőrsége volt 1917 előtt. 

## Története
Az első ilyen jellegű szervezetet Oroszországban Alekszej orosz cár hozta létre az 1650-es években Titkos ügyek hivatala néven. A 18. században a Titkos kancellária végezte a titkosrendőri feladatokat. A későbbiekhez hasonló néven 1866-ban, a II. Sándor orosz cár ellen elkövetett egyik – sikertelen – merénylet után alakult rendőri részleg Szentpéterváron (Отделение для производства дел по охранению общественного порядка и спокойствия в Санкт-Петербурге).
1880-ban Moszkvában is létrehoztak egy hasonló részleget a belügyminisztérium és a moszkvai polgármester alárendeltségében, de amelynek a tevékenysége túlmutatott Moszkva és a tartomány határain, egy összoroszországi politikai nyomozási központ funkcióját látta el. 
A cári titkosrendőrségnek széleskörű jogosítványai voltak, jogában állt előzetes engedély nélkül házkutatást tartani, állampolgárokat letartóztatni és Szibériába száműzni, vagy rendőri felügyelet alá helyezni. Hatalmas és növekvő ügynöki hálózata volt, mélyen beépült a különböző ellenzéki jelleget ölthető szervezetekbe, pártokba, akár a vezetőségükbe is. Nem csak hírszerzést folytattak az ügynökei, hanem agent provocateur szerepben is tevékenykedtek: maguk kezdeményeztek törvényellenes akciókat, hogy az azokba bekapcsolódó személyekre lecsaphassanak. A cári Oroszország azonban ennek ellenére sem volt még igazi rendőrállam. Az 1880-as években „csak” 17 főt végeztek ki politikai ügyekben, mindegyiküket orgyilkosság vagy annak kísérlete miatt. Köztük volt a 21 éves Alekszandr Iljics Uljanov, a későbbi Lenin fedőnevű forradalmár bátyja, akit a III. Sándor orosz cár elleni sikertelen merénylet miatt ítéltek halálra. 1901-ben 4113 politikai fogoly volt száműzetésben, közülük 180-an munkatáborban.
Az Ohrana különös módszereket alkalmazott a monarchia védelmében; ezek esetenként inkább hozzájárultak a forradalmi terrorhoz, mint kivédték azt. Az ellenzéki szervezetekbe való beépülés érdekében messzemenő együttműködésre, engedményekre volt hajlandó. Georgij Porfirjevics Szugyejkin, a titkosszolgálat alezredese például 1882-ben az Ohrana pénzén titkos nyomdát állított fel a Narodnaja Volja nevű forradalmi szervezet céljaira, együttműködve Szergej Petrovics Degajev nevű, a szervezetből beszervezett ügynökével. Később azonban lelepleződött és a terroristák Degajevvel megölették. Cserében Degajev elmenekülhetett Amerikába, ahol később matematikusként tevékenykedett.
Az Ohrana kiemelt feladata volt természetesen a cár védelme. Az Ohrana és a cár elleni merényleteket szervezők közötti küzdelem egyre élesebbé vált, s egyre kifinomultabb titkosszolgálati módszerek kialakulásához vezettek. 
Nem ismerek még egy modern államot, ahol az uralkodó biztonságára ennyire aktív és aprólékos éberséggel vigyáznának, ahol ennyi látható és láthatatlan intézkedéssel óvnák életét
Azonban II. Sándor orosz cár ellen így is nyolc merényletet követtek el, és végül a terroristák sikerrel jártak. 
Az Ohrana egyik legfontosabb célszervezete a Szociálforradalmár Párt volt, amelyet rövidítése alapján leginkább az eszerek pártjának neveztek. Ők tudatosan használtak terrorista eszközöket céljuk, a vidéki orosz hagyományokon alapuló szocialista állam létrehozása érdekében. A párt harci osztagának tagja, Sztyepan Valerianovics Balmasov 1902 áprilisában kivégezte Dmitrij Szergejevics Szipjagin belügyminisztert, miután átadta neki egy borítékban a „halálos ítéletét”.
Az Ohrana mélyen beépült az eszerek pártjának vezetésébe, de így sem tudta meghiúsítani a merényletek nagy részét. A híres kettős ügynök, Jevno Azef 1903 és 1908 között a Harci Szervezet vezetője volt, számos harcostársát elárulta a cári rendőrségnek, de 1904-ben von Pleve belügyminiszter meggyilkolását nem akadályozta meg. 1905 januárjában végeztek a cár nagybátyjával, Szergej nagyherceggel, Moszkva főkormányzójával is. 1906 augusztusában – már az 1905-ös orosz forradalom leverése után – a szervezet több bombát robbantott Sztolipin miniszterelnök villájában, de a célszemély sértetlen maradt.
Ezen gyilkosságok idején Azef rendszeresen találkozott Alekszandr Vasziljevics Geraszimovval, a szentpétervári Ohrana vezetőjével és több más fontos merényletet meghiúsított. Az Ohrana úgy gondolhatta, hogy a kudarcok ellenére Azef tevékenysége hasznos a számukra. Azef 1908 végén lepleződött le társai előtt, de sikerült Németországba menekülnie.
1911 szeptemberében Sztolipin miniszterelnököt végül egy olyan merénylő ölte meg, aki egyúttal az Ohrana besúgója is volt.
Az Ohrana sikeresen hatolt be a szociáldemokraták, a bolsevikok szervezeteibe is. Roman Malinovszkij az Ohrana ügynökeként és hathatós támogatásával vált Lenin egyik kedvenc munkatársává, a bolsevik Központi Bizottság tagjává és bolsevik duma-képviselővé.
A cári titkosszolgálat külföldön is tevékenykedett: elsősorban az orosz emigráció tevékenységét tartotta szemmel, de katonai hírszerző feladatokat is ellátott. Különösen ismertté vált Pjotr Ivanovics Racskovszkij (Пётр Иванович Рачковский) 1885–1902 közötti párizsi tevékenysége, aki különben később a szervezet hazai vezetője lett. Az 1903-ban nyilvánosságra került Cion bölcseinek jegyzőkönyvei című hamisítványt nagy valószínűséggel az ő párizsi tevékenysége idején állították össze az Ohrana párizsi munkatársai..
Az első világháború előtti Európában az Ohrana volt a legaktívabb titkosszolgálat, Oroszországban és külföldön egyaránt. Hatalmas anyagi eszközöket fordítottak hírszerzésre. Berlinben, Bécsben, Bernben, Hágában és más európai nagyvárosokban is hírszerző ügynökségeket telepítettek és kialakították az irányító szerveket is: a németek ellen Péterváron, Vilnában és Varsóban, a monarchia ellen Varsóban és Kijevben. Fontos szerepet játszottak a különböző nagykövetségeken működő katonai attasék, akik általában magas rendfokozatot viselve, bejutottak a császári és királyi udvarokba, és az ott szerzett híreket továbbították haza, elöljáróiknak. 
Az Ohrana nagy sikere volt Alfred Redl ezredes, az Osztrák–Magyar Monarchia katonai hírszerző szerve, a Nyilvántartó Iroda helyettes vezetőjének beszervezése.
A cári titkosszolgálat sikeresen épült be a különböző forradalmi szervezetekbe, mégsem tudta előre jelezni, még kevésbé megakadályozni az 1917-es februári orosz forradalom kitörését. A forradalmárok viszont a maguk részéről a cári elnyomás egyik fő eszközeként tekintettek a szervezetre. Már a forradalom első napjaiban elfoglalták és felégették petrográdi központjukat. Az Ideiglenes Kormány pedig feloszlatta a szervezetet és szabadon engedte a politikai foglyokat. Az Ohrana munkatársai közvetlen életveszélybe kerültek, ezért a cári titkosrendőrség csendben és gyorsan feloszlott.
Az Ohrana által kialakított módszerek a későbbi szovjet titkosszolgálatok, a Cseka, NKVD, KGB eszköztárába is átkerültek.

Az Orosz Birodalom belügyminisztériumának címere, az Ohrana is a belügyminisztérium alárendeltségébe tartozott.